# Epigen
O epígeno também conhecido como mitogênio epitelial é uma proteína que em humanos é codificada pelo gene EPGN.
A proteína codificada por esse gene é um membro da família dos fatores de crescimento epidérmico. Os membros desta família são ligantes para o receptor do fator de crescimento epidérmico e desempenham um papel na sobrevivência, proliferação e migração celular. Foi relatado que esta proteína possui alta atividade mitogênica, mas baixa afinidade por seu receptor. A expressão deste transcrito e proteína foi relatada em amostras de câncer de mama, bexiga e próstata.